# Kilogram pe metru cub
Un kilogram pe metru cub este unitatea de măsură a densității și a concentrației masice, mărimi fizice derivate.

## Definiția densității
Densitatea, în sensul său cel mai general, se definește ca fiind raportul dintre masa (a se vedea masa, simbol litera minusculă m) unui corp oarecare și volumul său (a se vedea volum, simbol litera majusculă V ). Se notează cu litera greacă ρ, sau, uneori, doar cu litera minusculă d.
{\displaystyle \rho =d={\frac {m}{V}}=m\times V^{-1}=m\times (k\times l^{-3})}

## Unitatea de măsură a densității înSI

### Kilogram pe metru cub
Unitatea de măsură a densității în Sistemul internațional de unități (pe scurt Sistemul Internațional sau SI) este un raport, dat de împărțirea unității de măsură a masei (un kilogram) la unitatea de măsură a volumului (un metru la puterea a treia, sau un metru cub), deci este un kilogram împărțit la un metru cub sau, pe scurt, un kg/m3.
{\displaystyle <\rho >=<d>={\frac {1\ kg}{m^{3}}}=1\ kg\times m^{-3}}

### Gram pe centimetru cub
Deși unitatea de măsură a densității este kilogramul pe metrul cub, în practică, datorită faptului că această unitate de măsură este relativ mică, se folosește frecvent o unitate derivată, gramul pe centimetrul cub. Relația de transformare a celor două unități de măsură este:
{\displaystyle <\rho >=<d>={\frac {1\,kg}{m^{3}}}={\frac {1\,000\,g}{(100\,cm)^{3}}}={\frac {1\,000\,g}{1\,000\,000\,cm^{3}}}={\frac {1g}{1\,000\,cm^{3}}}}
Deci, {\displaystyle {\frac {1\,000\,kg}{m^{3}}}={\frac {1\,g}{cm^{3}}}}, sau, folosind notația științifică, 103 kg/m3 reprezintă 1 g/cm3.

## Dimensiunea densității
Dimensional (a se vedea dimensiuni), densitatea se poate scrie sub forma monomului M x L-3, adica puterea întâi a dimensiunii masă (M) înmulțită cu puterea a treia negativă a dimensiunii lungimii (L), sau puterea întâi a dimensiunii masă (M) împărțită la puterea a treia a dimensiunii lungime (L), M / L3.
{\displaystyle [\rho ]=[d]=M\times L^{-3}={\frac {M}{L^{3}}}}